# Любава (сорт порічки)
Любава — середньостиглий сорт інтенсивного типу порічки селекції  Львівського філіалу Інституту садівництва УААН. Отриманий від вільного запилення сорту «Фертоді пірос» селекціонерами  Шестопал З. А. та Шестопал Г. С.
Любава відрізняється високим стабільним урожаєм, комплексною стійкістю до борошнистої роси, антракнозу, септоріозу.
Кущ середньорослий, прямостоячий. Пагони середньої товшини, прямі. Китиці щільні, добре заповнюють гілки різного віку, основу торішніх пагонів. Ягоди середнього розміру, масою 0,6-0,9 г, округлі, ніжно-рожеві. Шкірка тонка, еластична, міцна. М'якоть ніжна кисло-солодка.

## Дегустаційна оцінка
4,25—4,5 бала. Містить цукри — 5,1%, органічні кислоти — 2,6%, вітамін С 102,4 мг на 100 г сирої маси.
Ягоди дозрівають одночасно, довго тримаються на кущі, не осипаються. Придатні для вживання у свіжому вигляді, заморожування, різних видів технічної переробки.
Виготовлене дієтичне желе корисне для людей з алергічними захворюваннями і для дитячого харчування. Для отримання екологічно чистої продукції, може вирощуватись без застосування пестицидів.